# San Esteban de los Patos

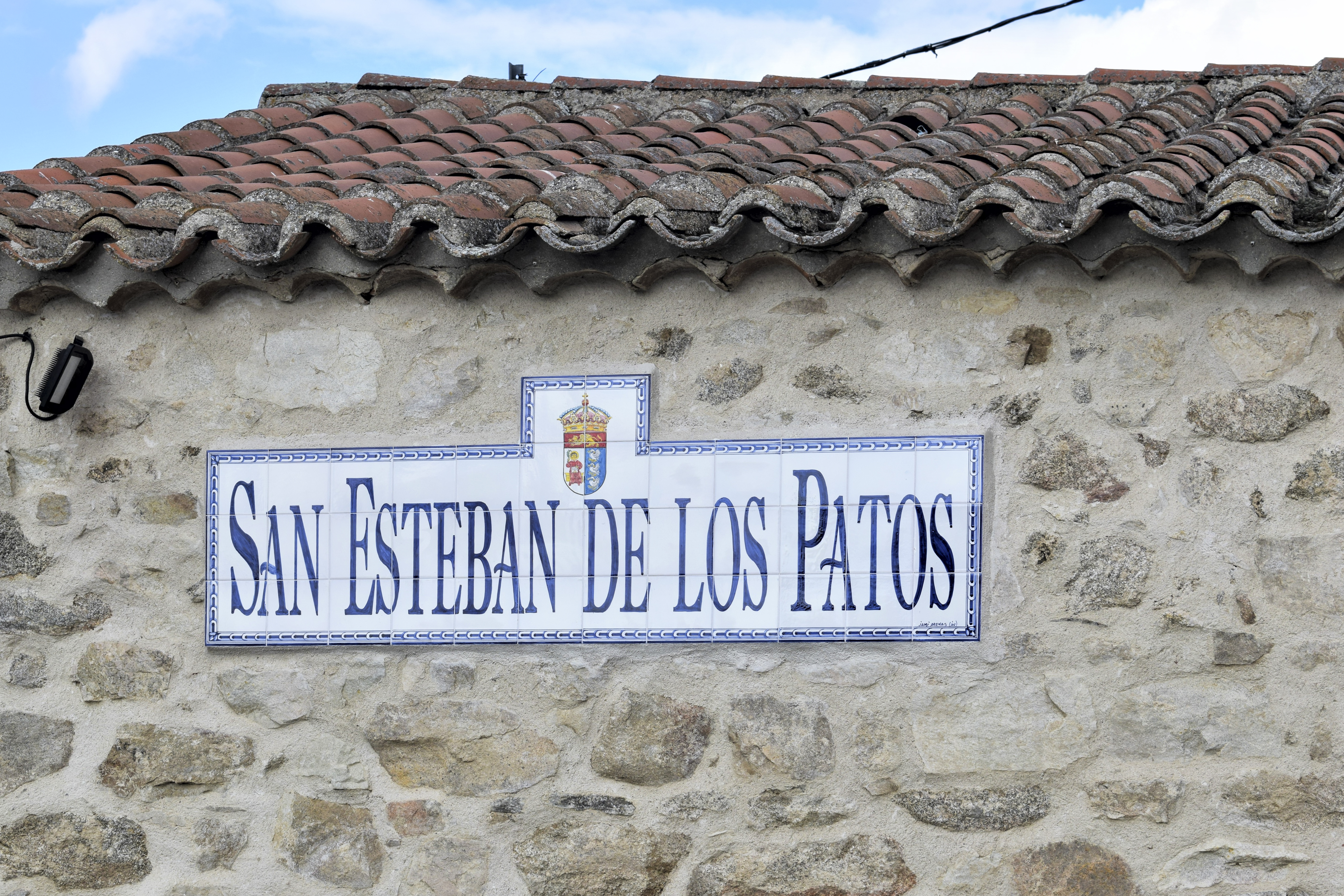
Cartel San Esteban de los Patos

San Esteban de los Patos es un municipio de España perteneciente a la provincia de Ávila, en la comunidad autónoma de Castilla y León. En 2017 contaba con una población de 33 habitantes.

## Geografía
La localidad se encuentra en las estribaciones de la sierra de Ojos Albos a una altitud de 1117 m sobre el nivel del mar, en un paisaje a piedemonte caracterizado por afloramientos graníticos, encinas y monte bajo. La explotación de las canteras de granito en las pasadas décadas ha deteriorado el paisaje en alguna de sus zonas. Se encuentra 15 km al norte de la capital provincial en una zona límite entre las comarcas de Ávila y la Moraña.
El término municipal limita al este con el de Tolbaños, al oeste con el de Mingorría y al sur con el de Ávila.
| Noroeste: Mingorría | Norte: Tolbaños | Noreste: Tolbaños |
| Oeste: Mingorría    |                 | Este: Tolbaños    |
| Suroeste: Ávila     | Sur: Ávila      | Sureste: Tolbaños |

## Historia
En la época prerromana estas tierras fueron controladas por las tribus celtíberas en concreto por la tribu Vaccea, aquí se encontraba el límite entre las tribus vacceas, en la zona del Adaja se encuentran los arévacos (vacceos orientales) y en la zona del Voltoya las demás tribus que se extiende hasta Soria y Burgos, no existen restos de esta época pero posiblemente fuera una zona de pastos y paso de caminos.
De la época romana encontramos varios topónimos en la denominación geográfica de la zona, como ejemplo los nombres de "la Torre" o de "palacio regado". En esta época se asientan la intersección de los caminos que van desde Ávila a Coca pasando por los Palazuelos (antiguos caseríos romanos) de Ávila y el que viene del paso del río Adaja en Zorita, dicha intersección está en los prados de pizarza, y encontramos el nombre de "La Torre" en el cerro cercano a Los Patos (camino a Zorita) y en las Navillas en un cerro de pueblo de Escalonilla (camino de Coca a Ávila), por lo que se puede entender que existiera alguna pequeña población que se utilizara como aviso en caso de ataque de pueblos bárbaros o como recaudación de impuestos por utilizar el camino.
En la época visigoda posiblemente hubiera algún pequeño asentamiento, luego en la época islámica estaría despoblado porque era zona de enfrentamiento entre cristianos y musulmanes.
En el año 1250 la frontera con los musulmanes está establecida en la zona de Toledo por lo que Ávila ya no está en primera línea, con lo que la población emigra a las zonas nuevas conquistadas y Ávila empieza a perder población. El Rey quiere conectar las zonas nuevas conquistadas y el norte, por lo que se empieza a construir las Cañadas Reales y la economía en la zona empieza a subir.

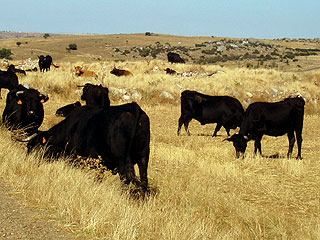
Ejemplares de vaca negra avileña ibérica en los pastos de verano de la localidad.

Según el libro de "historia de Ávila II" de D. Ángel Barrios, esta localidad surge a finales del siglo XIII, hacia 1297, como una repoblación intercalar en la zona septentrional de la provincia de Ávila (esta zona era una de las pocas que quedaban sin repoblar en la zona norte), realizada por D. Velasco Velázquez que ese mismo año es nombrado Archideano y uno de sus cometidos prioritarios es repoblar la zona de Ávila. La economía estaba en alza, Los Patos estaba muy bien comunicado por un lado con el camino carretero de Las Dueñas y llegaba hasta Coca (utilizada por familias nobles y reyes), por otro por el que venía de Zorita que era el único paso por el río Adaja en varios kilómetros y también por otro con el nuevo cordel que iba de Mingorría a Mediana del Voltoya y conectaba con la Cañada Real Soriana, esta a su llevaba a Madrid, en las cañadas transitaban gran cantidad de ganado lanar. Martin Domingo se llamaba la primera persona conocida de la aldea de Los Patos.
Velasco Velázquez toma a la familia Patos como personas para fundar la villa (familia noble mencionada en el libro "Historia de las grandezas de la ciudad de Ávila" de Fray Luis Ariz), esta se encontraba integrada en la cuadrilla de caballeros de la familia Dávila, este beneficio se le da como premio a su servicio en las batallas contra los musulmanes.
Entre los años 1284-1303, para evitar la despoblación de San Adrián (al norte de Vadillo de la Sierra), D. Velasco Velázquez, compra las tierras a los antiguos dueños y luego las repuebla, para la cual cuenta con Martín Domingo de Los Patos (hijo de Martín Domingo), Esteban Domingo de Velayos y Domingo Sancho de Escalonilla (según diversos legajos encontramos como testigos rogados en las compras).
En el libro "Becerro de Visitaciones de Casas y Heredades de la Catedral de Ávila" (1303) solo se incluyen las tierras y posesiones de la Catedral de Ávila en el término de Ávila. Solo podemos encontrar el nombre de Los Patos en lindes (Yedgos) y caminos (Mingorría) por lo que en la villa solo existían terrenos propiedad de familias noble y no de la iglesia.
En "el libro de los veros valores del obispado de Ávila" (1458) se detalla la valoración de las posesiones y tierras de la iglesia de Ávila para tener que contribuir con dinero en la guerra contra el estado Turco, podemos ver la valoración de la sacristía de Mingorría y los Patos que asciende a 790 maravedís y la iglesia de Los Patos 412 maravedís.
En la segunda mitad del siglo XIII se formaron 15 aldeas en el cabildo de Pajares (Los Patos, Vellayos, Aldea del Gordo, Aldehuela de Gordillas, Aldeyuela, Mantilla, Navas de Rehoyo, Pancorvos, Piedegallo, Santa María de Navarredonda, Sanchobarba, Fuentesclaras, Boltoyuela, Fervencia de suso y Burguillo), de todas estas aldeas solo han quedado hasta nuestros días la aldea de Los Patos (San Esteban de los Patos) y la de Vellayos (Velayos).

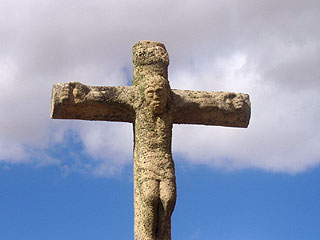
Crucero que marca el límite con Mingorría.

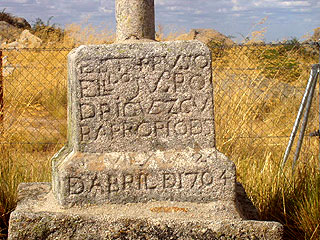
Crucero que marca el límite con Mingorría.

En 1502, la familia Núñez Vela otorgan una dote al Convento de Santa Catalina de Ávila para Dª María de Benavente, hija del Licenciado Gregorio Núñez y tío Gaspar Núñez, ingresara en la orden. Esta dote incluye 36 fanegas de pan repartido a tercios entre unas tierras en Los Patos, Escalonilla y Tolbaños. Aparece adjunto un documento en el cual se seguía su familiar más directo en 1659 D. Gil Nuñez Vela seguía pagando la dote. Este contrato está en el Archivo Histórico de Madrid.
En 1583 Francisco Rubio otorga 3 fanegas de pan en unas tierras del lugar de Las Fuentes de la Villa de Los Patos mediante una escritura al Convento Santa Catalina de Ávila, ésta se encuentra en el Archivo Histórico de Madrid.
En 1622, Juan Rubio el Mozo y su mujer María Giménez, vecinos de Los Patos, venden todas su propiedades en Los Patos a Dª Sabina Dávila, queda reflejado en unas escrituras del Archivo Histórico de Madrid. A la vez en el libro "El Escorial: De Comunidad de Aldea a Villa de Realengo" en cual describen las personas y propiedades que trabajan en la construcción de El Escorial y aparece un trabajador llamado Juan de Los Patos el cual tenía casa con un valor de 16.000 maravedís, no pone su oficio pero normalmente a todo trabajador fijo se le daba comida, paga y propiedad. Por las fechas, posiblemente fuera Juan Rubio, que vendió todas sus propiedades para trabajar en El Escorial. 
En la segunda mitad del siglo XVII, Francia invade parte de los tierras de Cataluña, España está en muy mala situación económica por lo que Carlos II decide vender villas a los representantes del Ministerio de Hacienda para poder sufragar la guerra con Francia, entre las que se encuentra la villa de "Los Patos". En 1668 la villa es vendida a D.Luis de Peralta y Cárdenas "Vizconde de Ambite", el cual era Señor de San Esteban, Caballero de orden de Calatrava, Gentil-Hombre de S.M., Mayordono de la Infanta Doña Isabel Clara, Comendador de Antequera, Vedor General del ejército de Cataluña y ministro de Hacienda de Felipe IV, ante la oposición de las autoridades provinciales. Se levantó tal revuelo, que las Autoridades de Ávila denunciaron y sentenciaron a cárcel al gobernador de Mingorría.
D. Luis Peralta y Cárdenas se convierte así en el primer Señor de San Esteban de Mingorría y Los Patos, y la villa de Los Patos adopta el nombre de "San Esteban de los Patos".
Años después será devuelta a las autoridades provinciales principios del siglo XVII, posiblemente por no tener descendencia directa para seguir con el mayorazgo, esta se conmemora con la colocación de "la cruz de las muñecas" en el camino de Los Patos a Ávila.
De esta época tenemos el plano más antiguo de los límites de Los Patos en 1688 realizado por el Geómetra Antonio Martínez por encargo de D. Luis de Peralta y Cárdenas.
El 6 de junio de 1717 se constituye la Cofradía del Santísimo Sacramento.
En 1751 se confecciona el catastro del marqués de Ensenada en la villa de Los Patos, es uno de los documentos más importantes de la época porque detalla todas las tierras y casas del término (propietario y familiares, dimensiones, lindes, animales, árboles...etc). Este catastro se realiza porque los Borbones llegan como nuevos reyes y quieren saber todas las propiedades del reino. El original se encuentra en el archivo histórico provincial de Ávila, se puede consultar y pedir una copia.
En el siglo XVIII, la contribución a la iglesia, se realizaba a los sexmos mediante los Pecheros. Los Patos se encontraba en el Sexmo de Santo Tomé, lo cual se puede ver en el plano del territorio de Ávila (1764) de la Biblioteca Nacional de España.
En la "Gazeta de Madrid" el 29 de diciembre de 1810, escriben una noticia en la cual destacan a Mingorría al militar Mr Dufei con 50 hombres, entran en combate con 400 guerrilleros apostados en los pueblos de Velayos, La Vega y Santo Domingo de las Posadas, tuvieron que retirarse a la zona de las sierras, o sea, a la zona de Los Patos y Tolbaños, que así la denominan los pueblos de la Moraña, a refugiarse.
El 3 de noviembre de 1812 se abre una sesión en el congreso de los diputados para dar fe al juramento de varios pueblos, entre ellos San Esteban de los Patos, a la constitución 1812. 

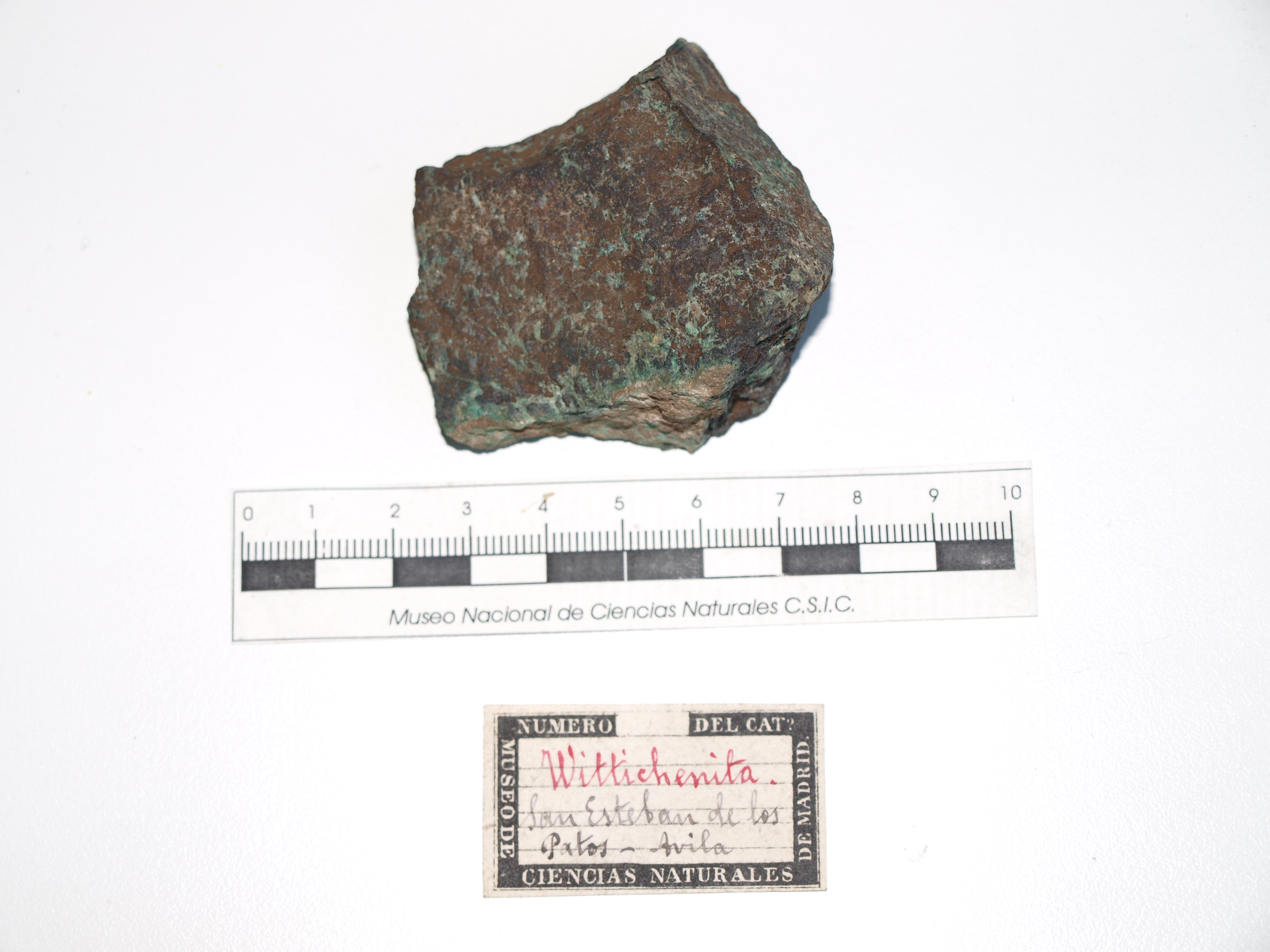
Mineral de Wittichenita en el Museo de Ciencias Naturales de Madrid

En el Boletín Oficial de Minas 1844 existe la referencia que D.Mateo García inscribe las dos minas con los nombres "Impensada" y "Precaución" en septiembre del mismo año. En la Memoria de los productos de la Industria Española presentada por el ministro de Comercio en la exposición Española de 1850 aparece que la sociedad minera "La Amistad" explota la mina "Santa Águeda" en el término de Los Patos de las cuales se extrae el mineral de malaquita (carbonato de cobre), wittchenita (sulfuro de cobre y bismuto) y calcopirita (sulfuro de hierro y cobre)de muy buena calidad, ante las buenas perspectivas que existían en estos años se pide la apertura de otra mina con el nombre "San Antonio de Padua". En el libro "Historia de Avila, su provincia y obispado " de D. Juan Martín Caramolino en 1872, sobre 1860 la mina "Santa Agueda" estaba totalmente abandonada con material, la dejadez provocó el hundimiento de la misma, no existía ninguna voluntad por parte del Estado de abrirla porque no había presupuesto necesario ( los inspectores llevaban un par de años sin aparecer por el término), y la otra mina, "San Antonio de Padua", no se llega a abrir solo existe la inscripción. Luego a finales de siglo XIX (1874)se intentan abrir las dos minas con los nombres de "La Corraleja" y "La Vicenta", pero con pocas perspectivas de futuro, porque no había dinero suficiente para ponerlas en marcha, aparecen las inscripciones en el departamento de Minas de la Diputación de Ávila.
En el libro "Rutas Mágicas por los pueblos del Adaja" comenta que en febrero de 1850 el Obispo D. Manuel López Santisteban recorre los pueblos de la orilla derecha del Adaja (zona de Velayos) y en la epistolario del Obispo aparece un relato del contencioso planteado por los trabajadores de la mina de "Santa Águeda" (San Esteban de los Patos) ante el cura de Mingorría (La parroquia de Los Patos dependía de ella), en la se negaba a absolver a los mineros del precepto pascual de asistir a misa los domingos. Este contencioso no se sabrá nunca si dieron su conformidad a sus peticiones o no, porque dicha petición era un pecado en aquella época y dicha absolución no puede venir reflejada en ningún documento. En este libro también trata sobre el paisano beato Juan María de la Cruz y el crucero que limita con la vecina localidad de Mingorría.
La primera cita del mineral wittichenita en España se hizo con muestras procedentes de San Esteban de los Patos (1895 Fernández Navarro: Anales de la Sociedad española de Historia Natural, XXIV, Act. 94.).
Actualmente se encuentra una muestra en el Museo de Ciencias Naturales de Madrid.
En 1850 se acepta la construcción de una escuela, ante las reiteradas quejas de la alcaldía de Los Patos hacia el Ministerio de Instrucción Pública.
El 4 de marzo de 1863 se inaugura el tramo de línea férrea entre Ávila y Sanchidrián, las vías pasan por el término de Los Patos con estación en la villa cercana de Mingorría.
En 1929 se realiza la actual carretera de Mingorría a Los Patos y a continuación se siguió hacia Tolbaños. Este proyecto está en el archivo histórico provincial de Ávila. En el cual podemos ver una nota muy curiosa, se hacía referencia a realizar una carretera entre Los Patos y Escalonilla (como existe ahora), y ponía que no se podía realizar por no tener la tecnología necesaria para realizarla.
El 14 de julio de 1936 ocurrió el alzamiento en la ciudad de Ávila por un grupo de Guardias Civiles, fueron a tomar la villa de Mingorría por ser una villa "roja" y comenzó un tiroteo en el cual perdieron los defensores. Probablemente también se extendió hacia Los Patos.
El 1 de julio de 1938 en plena Guerra Civil, llegan a la villa una compañía de soldados compuesto por más de 1000 soldados de diferentes unidades (Tercio de Requetés de Nuestra Señora de Montserrat, 74.ª División, Falangistas y soldados del ejército regular) para realizar unas maniobras con fuego real en la zona del cerro Cabezota. Los oficiales de mayor graduación dormían en las casas de los lugareños y los demás en pajares y cuadras. Surgieron algunos problemas de convivencias por ser mayoría los soldados, empezaron a desaparecer gallinas, lechones y corderos por lo que el alcalde protestó. Hubo una anécdota en la cual un oficial sentado en la puerta de una casa para alardear sacó la pistola y mató a una gallina de un tiro, el oficial dijo que se cocinara para la noche, eso sí, el hombre pagó la gallina, con esta anécdota se puede ver que la gente lugareña tuviera cierto temor a estas personas. Después de esto para reconciliarse realizaron el 3 de julio una misa en la era y por la tarde organizaron una velada artístico-musical. Abandonaron la villa el día 14 de julio en dirección al frente en Extremadura. Para despedirse realizaron una batida de conejos porque existía una plaga ya que no se podía utilizar armas de fuego por la guerra. Además alguno se dejó, como recuerdo, debajo de la cama una granada de mano. La mayoría de los soldados que estuvieron murieron meses después en las ciudades del Codo o Villalba de los Arcos, en el frente del Ebro, esta información se puede encontrar en la página web www.1936-1939.com.

## Demografía
San Esteban de los Patos cuenta con una población de 20 habitantes (INE 2024).
| Gráfica de evolución demográfica de San Esteban de los Patos entre 1842 y 2021 |
| |
| Población de derecho según los censos de población del INE. Población de hecho según los censos de población del INE.En este censo se denominaba Patos: 1842. En este censo se denominaba Los Patos: 1857. En este censo se denominaba San Esteban de los Patos o Los Patos: 1860. |

Según el censo de 1587 la población era de 50 personas, y en el censo 1750 alcanzó las 158. En el censo de 1860 aparecen 223, lo que permite pensar que en los inicios del siglo XIX contase con 200 habitantes. En la actualidad tiene 42 habitantes, si bien a comienzos del siglo XX tuvo más de 200.

## Economía
Durante décadas el pueblo vivió de la cantería, la ganadería y la agricultura. En la actualidad sus habitantes viven de la agricultura y la ganadería, y del turismo rural.

## Monumentos y lugares de interés
- Iglesia de Santo Tomé

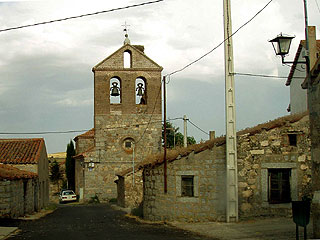
Iglesia de San Esteban de los Patos.

Esta iglesia se realizó en varias fases:
1.ª Esta fase comprende la nave central. Se puede datar de principios del siglo XVI. Hay una lápida conmemorativa labrada en letra gótica en la cual se puede leer solo las palabras de "Alfonso o Alonso" y 1505. En esta parte se utiliza para construirla una medida antigua de longitud, el pie visigodo, cuya relación en metros es 1 pie mozárabe= 0,33333 metros. También podemos comprobar que tenemos una proporción de la nave central de 3 veces ancho = largo (27 pies visigodos —ancho— × 81 pies visigodos —largo—). La puerta principal o puerta del sol se encuentra situada a mitad del largo.

2.ª Esta fase se construyó a finales del siglo XVII. Comprende el ábside con el nuevo altar. En esta parte se utiliza la medida de vara castellana (1 vara castellana = 0,8358 metros). En la fachada este encontramos piedras con inscripciones de animales (serpiente y león) y en la fachada sur de seres antropomorfos, estas piedras pueden ser de la antigua ermita de San Miguel ya que en la época románica se utilizaba labrados para explicar al pueblo (no sabía ni leer ni escribir) las escrituras de Cristo. También se construye el nuevo cementerio, se entierran los muertos fuera de la iglesia.

3.ª Esta fase es la más moderna, posiblemente mediados del siglo XIX y comprende la sacristía.
- Ayuntamiento

La construcción del ayuntamiento es moderna. En esta villa a lo largo de la historia, las personas dirigentes de la villa se reunían en la taberna, que antiguamente se encontraba en el mismo solar donde está edificado el nuevo ayuntamiento.
- Antigua fragua

Esta fragua perteneció a la familia Rodríguez y estaba ruinosa. En estos últimos años se ha rehabilitado como museo en cual se encuentra un reportaje de fotos antiguas de los habitantes de la villa. 
- Cruz de las muñecas

Este crucero se encuentra asentado en la carretera a Los Patos, pero este crucero se encontraba en el camino de Los Patos a Ávila y apareció entre unas tierras posiblemente para esconderle de los ataque de grupos incontrolados de antes de la Guerra Civil. En el crucero está inscrito "ESTE + (CRUCERO) PUSO EL LDO (LICENCIADO) D. JU. (JUAN) RODRÍGUEZ CURA PROPIO DE S. (SAN ESTEBAN DE LOS PATOS) 2 DE ABRIL DE 1704 ". Posiblemente este crucero se erigió para conmemorar la vuelta de la administración de la villa a la administración provincial de Ávila. Esta es la primera vez que se inscribe a la villa como "San Esteban de los Patos".
- Cruces del Calvario

Estas cruces fueron destruidas por grupos de incontrolados antes de la Guerra Civil y rehabilitado en el 2010.
- Fuente de Arriba

Queda como ejemplo de la primera vez que se trajo el agua a la villa a mediados del siglo XX.
- Lavadero.

Realizado en piedra de granito y cercano a un prado para secar la ropa. Realizado a mediados del siglo XX.
- El palomar del Convento del Carmen de Ávila (desaparecido)

Construido en el siglo XVI. A finales del siglo pasado estaba en estado ruinoso y en la nueva parcelación se derribó completamente dejando un motón de piedras.
- Ermita de San Miguel (desaparecida)

Se encontraba en el lugar de la vieja iglesia posiblemente fuera del siglo XIV.